# Форст (Ајфел)
Форст (њем. Forst) општина је у њемачкој савезној држави Рајна-Палатинат. Једно је од 92 општинска средишта округа Кохем-Цел. Према процјени из 2010. у општини је живјело 399 становника. Посједује регионалну шифру (AGS) 7135031.

## Географски и демографски подаци
Форст се налази у савезној држави Рајна-Палатинат у округу Кохем-Цел. Општина се налази на надморској висини од 272 метра. Површина општине износи 3,9 km². У самом мјесту је, према процјени из 2010. године, живјело 399 становника. Просјечна густина становништва износи 102 становника/km².